# Ladoschskaja
Ladoschskaja (russisch Ла́дожская) ist eine Staniza in der Region Krasnodar in Russland mit 14.828 Einwohnern (Stand 14. Oktober 2010).

## Geographie
Der Ort liegt im Kaukasusvorland gut 80 km Luftlinie ostnordöstlich des Regionsverwaltungszentrums Krasnodar, am rechten Ufer des Kuban.
Ladoschskaja gehört zum Rajon Ust-Labinski und befindet sich gut 20 km nordöstlich von dessen Verwaltungszentrum Ust-Labinsk. Die Siedlung ist Sitz der Landgemeinde Ladoschskoje selskoje posselenije, zu der außerdem der Weiler (chutor) Potajonny (10 km nordöstlich) gehört.

## Geschichte
Die Staniza wurde 1802 durch Kosaken von Dnepr gegründet. 1804 wurden weitere Donkosaken umgesiedelt. Ihren Namen erhielt die Staniza nach dem Ladoga-Infanterieregiment (Ladoschski pechotny polk), das aus Sankt Petersburg dorthin, in die Nähe der damaligen Südgrenze des Russischen Reiches verlegt worden war.
Von 1934 bis 1953 war Ladoschskaja Verwaltungssitz eines nach ihr benannten Rajons.

### Bevölkerungsentwicklung
| Jahr | Einwohner |
| ---- | --------- |
| 1939 | 8.858     |
| 1959 | 10.607    |
| 1979 | 13.169    |
| 2002 | 14.714    |
| 2010 | 14.828    |

Anmerkung: Volkszählungsdaten

## Verkehr
Ladoschskaja besitzt eine Bahnstation bei Kilometer 54 der 1901 eröffneten und seit 1999 elektrifizierten Bahnstrecke Kawkasskaja (Kropotkin) – Krasnodar. Am nördlichen Ortsrand führt die Regionalstraße 03K-002 Temrjuk – Krasnodar – Kropotkin – Grenze zur Region Stawropol (dort weiter Richtung Stawropol) vorbei.